# Ministerie van Economische Zaken, Landbouw en Innovatie
Het ministerie van Economische Zaken, Landbouw en Innovatie was een Nederlands ministerie. Het hield zich bezig met alle zaken die te maken hebben met de Nederlandse economie, zoals handel, industrie, communicatie, energievoorziening, ondernemen, innovatie en consumentenzaken zoals product- en voedselveiligheid. Ook landbouw, inclusief het landbouwonderwijs, visserij, natuurbescherming en plattelandsbeleid vielen onder het ministerie. 
Bij de start van het ministerie formuleerden  de bewindslieden de volgende speerpunten:
- Een concurrerend ondernemingsklimaat (met name: minder en betere regels);
- Gericht beleid voor innovatie en ondernemerschap;
- Extra aandacht voor chemie, voedsel, tuinbouw, water en energie;
- Versterking koppositie landbouw, tuinbouw en visserij;
- Ondersteuning ondernemen buiten Nederland;
- Schone energie, ook als exportproduct;
- Een realistisch en gedecentraliseerd natuurbeleid.

Het ministerie ontstond op 14 oktober 2010 onder het kabinet-Rutte I, toen het ministerie van Economische Zaken samenging met het tweemaal grotere ministerie van Landbouw, Natuur en Voedselkwaliteit (LNV). 
Minister werd Maxime Verhagen (CDA), staatssecretaris Henk Bleker (CDA).
Het tweede kabinet-Rutte besloot om voor dit ministerie per november 2012 de naam "Ministerie van Economische Zaken" te gebruiken. Minister was Henk Kamp (VVD), staatssecretaris Martijn van Dam (PvdA).
Bij de start van het kabinet-Rutte III in 2017 is besloten de fusie van EZ en LNV weer ongedaan te maken en bovendien om het landbouwonderwijs onder te brengen bij het ministerie van Onderwijs, Cultuur en Wetenschap.